# 951
951 (CMLI) var ett normalår som började en onsdag i den julianska kalendern.

## Händelser

### Okänt datum
- Den italienske kungen dör och hans änka, Adelaide av Italien, störtas av Berengar av Ivrea.

## Födda
- Henrik II av Bayern, hertig av Bayern.

## Avlidna
- 7 oktober – Shizong av Liao, kinesisk kejsare.
- Cennétig mac Lorcáin, kung av Dál gCais.
- Gofraid mac Sitriuc, kung av Dublin.
- Yindi av Senare Han, kinesisk kejsare.